# Sectorul al XVI-lea din Budapesta
Sectorul al XVI-lea din Budapesta se află pe partea stângă a Dunării, în Pest. 

## Orașe înfrățite
- Târgu Mureș, România
- Waltershausen, Germania
- Novi Vinodolski, Croația
- Canistro, Italia
- Kraków, Polonia
- Biskupice, Slovacia

| Sectoarele Budapestei |
| --- |
| I \| II \| III \| IV \| V \| VI \| VII \| VIII \| IX \| X \| XI \| XII \| XIII \| XIV \| XV \| XVI \| XVII \| XVIII \| XIX \| XX \| XXI \| XXII \| XXIII |

1. ↑  A XVI. kerület földrajza (în maghiară), 10 iulie 2009